# Mistrzostwa Świata w Biathlonie 2016
48. Mistrzostwa Świata w Biathlonie odbyły się w dniach 3–13 marca 2016 roku w stolicy Norwegii, Oslo, w Holmenkollen. Norweska kandydatura była jedyną w ubieganiu się o organizację mistrzostw. Były to szóste mistrzostwa świata w biathlonie rozgrywane w Oslo – poprzednie odbyły się w latach 1986, 1990, 1999, 2000 oraz 2002.
Podczas mistrzostw rozegrano jedenaście konkurencji wśród kobiet i mężczyzn: sprint, bieg indywidualny, bieg pościgowy, bieg masowy, sztafeta oraz sztafeta mieszana. W klasyfikacji medalowej zwyciężyli Francuzi z dorobkiem 11 medali (6–4–1), zaś indywidualnie najwięcej medali zdobył reprezentant tego kraju, Martin Fourcade, który zakończył mistrzostwa z pięcioma krążkami, w tym z czterema złotymi.

## Program mistrzostw
Program mistrzostw
| Dzień    | Początek | Początek | Konkurencja                | Liczba uczestników |
| Dzień    | EET      | CET      | Konkurencja                | Liczba uczestników |
| -------- | -------- | -------- | -------------------------- | ------------------ |
| 3 marca  | 16:30    | 15:30    | Sztafeta mieszana          | 25 * 4             |
| 5 marca  | 12:30    | 11:30    | Sprint mężczyzn            | 102                |
| 5 marca  | 15:30    | 14:30    | Sprint kobiet              | 95                 |
| 6 marca  | 14:30    | 13:30    | Bieg pościgowy mężczyzn    | 60                 |
| 6 marca  | 16:45    | 15:45    | Bieg pościgowy kobiet      | 60                 |
| 9 marca  | 14:00    | 13:00    | Bieg indywidualny kobiet   | 94                 |
| 10 marca | 16:30    | 15:30    | Bieg indywidualny mężczyzn | 99                 |
| 11 marca | 16:30    | 15:30    | Sztafeta kobiet            | 23 * 4             |
| 12 marca | 16:30    | 15:30    | Sztafeta mężczyzn          | 25 * 4             |
| 13 marca | 14:00    | 13:00    | Bieg masowy kobiet         | 30                 |
| 13 marca | 17:00    | 16:00    | Bieg masowy mężczyzn       | 30                 |

## Terminarz
| Konkurencja                | Data     | Godzina   | Złoto                                                                                  | Srebro                                                                         | Brąz                                                                                  | Źr.    |
| -------------------------- | -------- | --------- | -------------------------------------------------------------------------------------- | ------------------------------------------------------------------------------ | ------------------------------------------------------------------------------------- | ------ |
| Sztafeta mieszana          | 3 marca  | 15:30 CET | Francja Anaïs Bescond · Marie Dorin Habert · Quentin Fillon Maillet · Martin Fourcade  | Niemcy Franziska Preuß · Franziska Hildebrand · Arnd Peiffer · Simon Schempp   | Norwegia Marte Olsbu · Tiril Eckhoff · Johannes Thingnes Bø · Tarjei Bø               | [ 1 ]  |
| Sprint mężczyzn            | 5 marca  | 11:30 CET | Martin Fourcade                                                                        | Ole Einar Bjørndalen                                                           | Serhij Semenow                                                                        | [ 2 ]  |
| Sprint kobiet              | 5 marca  | 14:30 CET | Tiril Eckhoff                                                                          | Marie Dorin Habert                                                             | Laura Dahlmeier                                                                       | [ 3 ]  |
| Bieg pościgowy mężczyzn    | 6 marca  | 13:30 CET | Martin Fourcade                                                                        | Ole Einar Bjørndalen                                                           | Emil Hegle Svendsen                                                                   | [ 4 ]  |
| Bieg pościgowy kobiet      | 6 marca  | 15:45 CET | Laura Dahlmeier                                                                        | Dorothea Wierer                                                                | Marie Dorin Habert                                                                    | [ 5 ]  |
| Bieg indywidualny kobiet   | 9 marca  | 15:30 CET | Marie Dorin Habert                                                                     | Anaïs Bescond                                                                  | Laura Dahlmeier                                                                       | [ 6 ]  |
| Bieg indywidualny mężczyzn | 10 marca | 15:30 CET | Martin Fourcade                                                                        | Dominik Landertinger                                                           | Simon Eder                                                                            | [ 7 ]  |
| Sztafeta kobiet            | 11 marca | 15:30 CET | Norwegia Synnøve Solemdal · Fanny Horn Birkeland · Tiril Eckhoff · Marte Olsbu         | Francja Justine Braisaz · Anaïs Bescond · Anaïs Chevalier · Marie Dorin Habert | Niemcy Franziska Preuß · Franziska Hildebrand · Maren Hammerschmidt · Laura Dahlmeier | [ 8 ]  |
| Sztafeta mężczyzn          | 12 marca | 15:30 CET | Norwegia Ole Einar Bjørndalen · Tarjei Bø · Johannes Thingnes Bø · Emil Hegle Svendsen | Niemcy Erik Lesser · Benedikt Doll · Arnd Peiffer · Simon Schempp              | Kanada Christian Gow · Nathan Smith · Scott Gow · Brendan Green                       | [ 9 ]  |
| Bieg masowy kobiet         | 13 marca | 13:00 CET | Marie Dorin Habert                                                                     | Laura Dahlmeier                                                                | Kaisa Mäkäräinen                                                                      | [ 10 ] |
| Bieg masowy mężczyzn       | 13 marca | 16:00 CET | Johannes Thingnes Bø                                                                   | Martin Fourcade                                                                | Ole Einar Bjørndalen                                                                  | [ 11 ] |

## Klasyfikacje

### Tabela medalowa
| #  | Reprezentacja | Złoto | Srebro | Brąz | Razem |
| -- | ------------- | ----- | ------ | ---- | ----- |
| 1. | Francja       | 6     | 4      | 1    | 11    |
| 2. | Norwegia      | 4     | 2      | 3    | 9     |
| 3. | Niemcy        | 1     | 3      | 3    | 7     |
| 4. | Austria       | 0     | 1      | 1    | 2     |
| 5. | Włochy        | 0     | 1      | 0    | 1     |
| 6. | Finlandia     | 0     | 0      | 1    | 1     |
| 6. | Kanada        | 0     | 0      | 1    | 1     |
| 6. | Ukraina       | 0     | 0      | 1    | 1     |

### Multimedaliści
| #   | Reprezentacja        | Złoto | Srebro | Brąz | Razem |
| --- | -------------------- | ----- | ------ | ---- | ----- |
| 1.  | Martin Fourcade      | 4     | 1      | 0    | 5     |
| 2.  | Marie Dorin Habert   | 3     | 2      | 1    | 6     |
| 3.  | Tiril Eckhoff        | 2     | 0      | 1    | 3     |
| 3.  | Johannes Thingnes Bø | 2     | 0      | 1    | 3     |
| 5.  | Ole Einar Bjørndalen | 1     | 2      | 1    | 4     |
| 6.  | Anaïs Bescond        | 1     | 2      | 0    | 3     |
| 7.  | Laura Dahlmeier      | 1     | 1      | 3    | 5     |
| 8.  | Marte Olsbu          | 1     | 0      | 1    | 2     |
| 8.  | Tarjei Bø            | 1     | 0      | 1    | 2     |
| 8.  | Emil Hegle Svendsen  | 1     | 0      | 1    | 2     |
| 11. | Arnd Peiffer         | 0     | 2      | 0    | 2     |
| 11. | Simon Schempp        | 0     | 2      | 0    | 2     |
| 13. | Franziska Hildebrand | 0     | 1      | 1    | 2     |
| 13. | Franziska Preuß      | 0     | 1      | 1    | 2     |